# 蓋茨堡之役次日戰事
在蓋茨堡之役次日的戰事中（1863年7月2日），美利堅聯盟國陸軍的羅伯特·李將軍企圖擴大首日之戰果，以麾下的北維吉尼亞軍團，對聯邦軍由喬治·米德領軍的波多馬克軍團之側翼發動多起攻勢。聯邦軍佔有堅強的據點，而米德將軍用兵得當，因而在雙方皆死傷無數的情況下，各自的兵力配置大致不變。李將軍意圖在北土粉碎波多馬克軍團的希望破滅，但他不為所動，開始計劃第三日之戰事，該日成為此役最慘烈之一日。
本文描述多場對聯邦軍左翼之攻擊（魔鬼穴、麥田、和桃子園），以及在墓園山脊等戰事之作戰詳情，本日多場遭遇戰之細節詳其他條目：
- 小圓頂之役
- 寇普嶺
- 墓園嶺

## 李將軍之作戰計畫與作為
7月2日一早，聯邦軍波多馬克軍團轄下七個軍（Corps）中，有六個抵達戰場。前一日歷經苦戰的第一軍（由約翰·牛頓（John Newton）少將代替亞伯納·搭博戴少將擔任代理軍長）與第十一軍（軍長為奧利佛·豪爾少將）於當日傍晚與另外四個軍的援軍會師，分別為第十二軍（軍長為亨利·史羅坎（Henry Warner Slocum）少將）、第三軍（軍長為丹尼爾·席寇斯（Daniel Edgar Sickles）少將）及第二軍（軍長為溫菲爾德·漢考克少將）；而第五軍（軍長為喬治·西切斯（George Sykes）少將）則於次晨抵達。聯邦軍第六軍（軍長為約翰·塞吉威克（John Sedgwick）少將）當時則位於遠在30哩外的馬里蘭曼徹斯特。各軍接防著名的三哩長魚鈎狀防線，防線自寇普嶺起，蜿蜒過墓園嶺，下接墓園山脊稜線。邦聯軍北維吉尼亞軍團之戰線約與此平行，分據神學院山脊與蓋茨堡之西北、正北、與東北三面。在場的是第二軍（軍長為理查·尤爾中將）與第三軍（軍長為安布罗斯·鲍威尔·希尔中將）；而第一軍（軍長為詹姆斯·隆史崔特中將）正自賓夕法尼亞的凱許城（Cashtown）─麥耐茲城（McKnightstown）一線趕來，唯其轄下之喬治·皮克特（George Edward Pickett）師於本日之戰缺席。
李將軍的下一步有多種選擇。他前一天傍晚曾命令尤爾『如果行得通』就拿下墓園嶺或寇普嶺，但並未實現；而聯邦軍當時扼守險要，形成堅實的內線作戰態勢。李將軍的資深部屬隆史崔特將軍建議作戰略性推進：全軍移防，沿聯邦軍的左翼迂迴，切入米德的交通線，據有利地形以誘米德來襲。隆史崔特斷言此舉為蓋茨堡戰役之重點所在，即策略性深入敵境，但僅從事防禦性作戰。由於擔心若命令麾下將士捨棄前一日苦戰所攻佔之地而離去，恐將影響士氣，李將軍遂回絕隆史崔特的建議。李將軍自錢瑟勒斯維爾之役大捷及前一日之勝利中，認為自己麾下的部隊攻無不克、戰無不勝，因此維持原案，仍決定於7月2日發動攻擊。

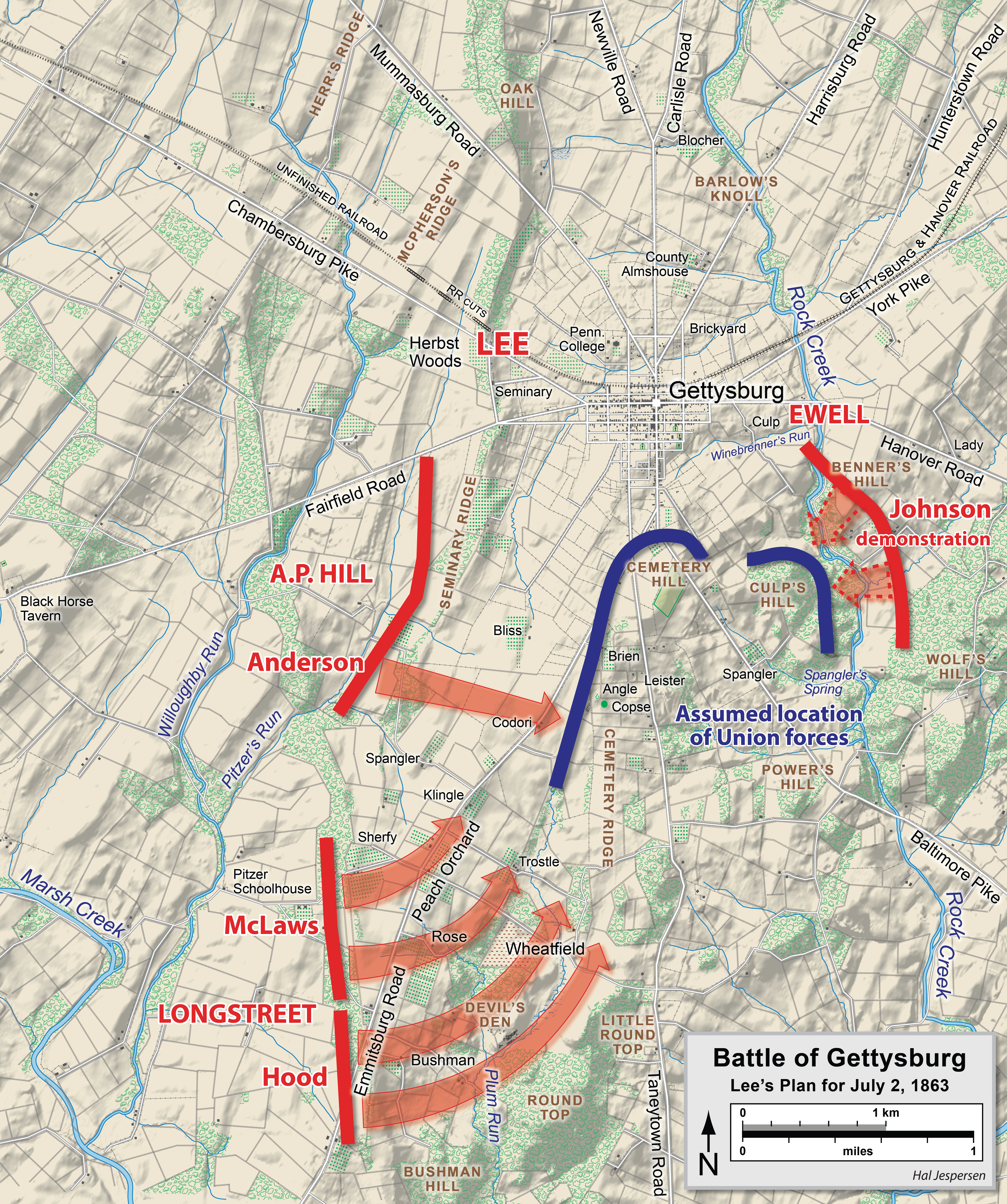
李將軍7月2日的作戰計畫

李將軍要求圍困蓋茨堡南方高地，特別是墓園嶺。該地俯瞰城區、扼聯邦軍補給線、控制通往華盛頓特區的要道。他認為經耶米特斯堡公路（Emmitsburg Road）奔襲為最佳方案，於是要求隆史崔特的第一軍發動拂曉攻擊，並欲令尤爾的第二軍自城北的駐地會師增援。尤爾排拒此案，指出若放棄已攻佔之地將導致其部士氣消沉。隆史崔特則力言轄下的約翰·胡德（John Bell Hood）之師尚未全軍抵達（且皮克特之師未至一兵一卒），李將軍於是讓步，命尤爾所部留在原駐地，襲擾寇普嶺，牽制聯邦軍防線右翼，使之無法增援左翼；隆史崔特軍則將於準備就緒後主攻左翼。若時機來臨，尤爾之牽制性襲擾將轉為大規模攻擊。
李將軍命隆史崔特以兩師作前導，出其不意地交叉夾擊耶米特斯堡公路，由胡德師攻其東側，而拉法葉·麥克羅斯（Lafayette McLaws）師襲取西側，兩師推進方向相互垂直，目的在於斜向攻擊聯邦軍，迫其左翼向中央收縮，使聯邦軍的防線相互交疊，進而包圍墓園嶺；尤爾第三軍轄下的理查·安德森（Richard Heron Anderson）師則於適當時機加入攻擊聯邦軍防線中央所在的墓園山脊。然而，此作戰方案所據之情報有誤，由於詹姆斯·史都華連同所屬之騎兵部隊長時間遠離戰場，李將軍對敵軍的當前位置並不完全清楚，他認為聯邦軍的左翼位在墓園山脊，而於清晨進行的一次偵察搜索結果來看，似更加確定這一點。由此可知，李將軍對聯邦軍席寇斯將軍的舉動始料未及。
席寇斯將軍率領第三軍抵達時，聯邦軍波多馬克軍團司令米德將軍指派他據守墓園山脊，以左側的小圓頂（Little Round Top）為依托，連接位於其右的第二軍。席寇斯將軍原本奉命行事，但午後他開始注意前方0.7哩處的一個低矮高地，即雪菲（Sherfy）家的桃子園；席寇斯無疑是憶及錢瑟勒斯維爾之戰，當時他被迫棄守的一處高地榛樹林（Hazel Grove），後來成為邦聯軍的砲兵陣地，並對他發動了決定性攻擊。思慮過後，席寇斯將軍未請示米德將軍便命所屬部隊移防，進佔桃子園，此舉產生兩點重大的負面影響：其陣地因此成為突出部，易招致多面攻擊；而以第三軍轄下兩師的兵力，並不足以堅守這條新形成的綿長防線。米德對席寇斯的違令大為震怒，但已無力更動，邦聯大軍的攻擊已逼近眼前。
邦聯軍隆史崔特將軍的攻勢耽擱了一段長時間。其最後抵達之一旅（隸屬於胡德師，旅長為伊凡德·羅（Evander McIvor Law））長途行軍前往攻擊發起線，途中被迫繞路以閃避聯邦通訊單位位於小圓頂之觀測點。隆史崔特麾下兩師抵達攻擊發起位置時，已是下午四點，此時他與部下才愕然發現聯邦軍第三軍正橫亙於前方的耶米特斯堡公路上。胡德將軍力爭應改變戰術以因應新情勢，要求自大圓頂山腳背面迂迴，直攻聯邦軍的後方，隆史崔特將軍拒絕對李將軍之命令作任何修正。
由於席寇斯出乎預料地橫亙在前，隆史崔特之攻擊未能按照李將軍原訂計畫實行。胡德師未能移師向左以與友軍同時夾攻耶米特斯堡公路，而是攻向東邊更遠處；打算攻擊東北方的麥克羅斯與安德森兩師則逐旅部署，以雁形向正東方攻擊。

## 胡德的攻擊

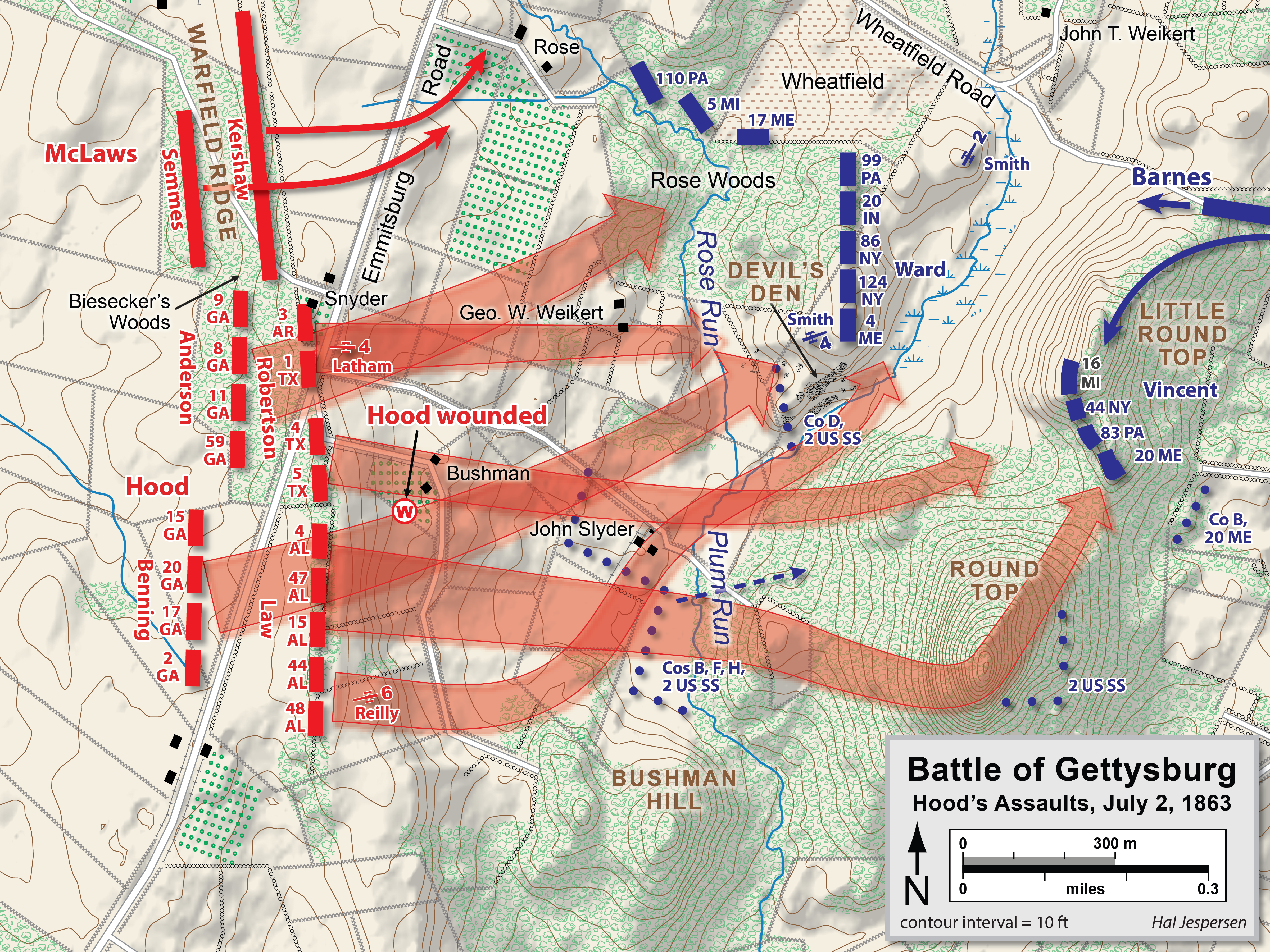
胡德的第一波攻擊

邦聯軍隆史崔特之攻擊行動以36門火砲長達30分鐘的齊射為開端，痛擊於桃子園內防守的聯邦軍步兵，以及郝克（Houck）旅和其轄下之砲兵連。約翰·胡德（John Bell Hood）轄下兩旅分為兩線部署於戰地山脊（Warfield Ridge，位於墓園山脊南坡）上的畢謝克樹林（Biesecker's Woods）：傑洛米·羅伯森（Jerome B. Robertson）准將的德克薩斯旅在左，伊凡德·羅（Evander McIvor Law）准將的旅在右，這兩旅的後側另有兩個旅：左後方為喬治·安德森（George T. Anderson）准將的旅，右後方為亨利·班寧准將（Henry Lewis Benning）的旅。
下午4:30，胡德站立於其座騎的馬鐙上，呼喊道：『上刺刀啊，我德克薩斯健兒們！上前拿下那些高地！』所指的究竟是哪些高地並不清楚，他命令跨過耶米特斯堡公路後左轉北進，以左翼警戒公路。此偏離計畫之舉不久便產生大麻煩。數分鐘後，於史立德小徑（Slyder's Lane）上，胡德因砲彈在頭頂上空炸開而墜馬，左臂重傷，無法行動；其麾下各旅則繼續向東推進，脫離上級指揮官的控制。
胡德師之所以在行進中偏向，可能原因有四：第一，聯邦軍席寇斯的第三軍所屬各團出乎意料地據守於魔鬼穴（Devil's Den）一帶，若置之不理可能威脅到胡德的右翼。第二，隱敝於史立德農場內的合眾國第二狙擊手隊吸引胡德師右翼羅將軍（Evander McIvor Law）旅中高層軍官之注意，致使其抽調兵力至右方追擊；第三，地型崎嶇，各單位自然而然的走偏；第四，胡德的資深部屬羅將軍，在師長胡德負傷後，沒能及時理解自己須指揮的是整個胡德師，因而未掌控大局。
胡德師領頭的兩個旅雖未各分東西，但實質上已兵分兩路。羅伯森（Robertson）旅中的德克薩斯第1步兵團與阿肯色第3步兵團，會同羅（Law）旅中的阿拉巴馬第44步兵團與第48步兵團向魔鬼穴前進；而羅將軍則指揮其餘五個團朝大圓頂（Round Top）而去。

### 魔鬼穴
魔鬼穴為聯邦軍第三軍防線之最左翼所在，由約翰·瓦德（John Henry Hobart Ward）准將的旅駐防，該旅隸屬於大衛·勃尼（David Bell Birney）少將的師，為該師中兵員最多的旅（下轄六個團，另加兩連狙擊手，共計2,200人）。該處為郝克山脊（Houck's Ridge）之南端，位於茂梅谷（Plum Run Valley）西北方，是一處由奇形怪狀的巨大礫石堆積而成的中海拔高地，邦聯軍無法翻越這些礫石直達目的地，邦聯軍德克薩斯第1步兵團與阿肯色第3步兵團於是穿越羅斯樹林（Rose Woods），遂一頭撞進聯邦軍瓦德的防線；瓦德所部猝不及防，或者因地形不佳，而無法構築工事，兩軍面對面爆發一場罕見的惡戰，時間持續一個小時以上。開打不到三十分鐘，聯邦軍印地安那第20步兵團即死傷過半，紐約第86步兵團團長戰死；邦聯軍阿肯色第3步兵團則陣亡182人，團長傷重不治。
在此同時，邦聯軍羅旅轄下兩個團（阿拉巴馬第44步兵團、第48步兵團）從向大圓頂挺進的大部隊中分出，仰登茂梅村，對聯邦軍瓦德的側翼形成威脅。這兩個團的目標為聯邦軍緬因第4步兵團與紐約第124步兵團，以及由詹姆斯·史密斯（James Smith）上尉指揮的紐約第4獨立砲兵營（此營之火力在相當程度上讓羅旅在推進中陣腳大亂）。瓦德因而壓力大增，不得不召來駐於其右翼遠處的賓夕法尼亞第99步兵團增援左翼。紐約第124步兵團團長奧古斯都·伊利斯（Augustus Van Horne Ellis）上校及副團長詹姆斯·克隆威爾（James Cromwell）少校決定反擊，他們不顧幕僚敦促其步行帶隊以策安全之要求，翻身上馬；克隆威爾少校說道：『我軍今日必須能親眼見到我們兩人。』兩人率領外號『旺橘』的紐約第124步兵團向西衝鋒，穿越一片由矮石籬圍起的三角形牧場，直下郝克山脊。邦聯軍德克薩斯第1步兵團連退200碼，然後才以大規模齊射穩住陣腳。伊利斯上校及克隆威爾少校於敵軍齊射時中槍陣亡，紐約第124步兵團則退回原攻擊發起線。參加攻擊的283名將士中，僅100人生還。其後賓夕法尼亞第99步兵團終於來援，瓦德旅重新佔領山脊。
邦聯軍胡德師的第二波攻勢由亨利·班寧（Henry Benning）與喬治·安德森（George Thomas “Tige” Anderson）兩個旅發動。他們看出聯邦軍勃尼師所在防線的一處間隙：在瓦德之右方，雷吉斯·托布萊恩（Régis de Trobriand）旅開頭之前方，有一處大缺口。安德森殺入托布萊恩的防線，及其位於麥田南界的裂隙。托布萊恩寫道：邦聯軍『雪崩般向我聚集，我軍將死傷者們的遺體堆放在前。』聯邦軍頑強反擊，迫使安德森旅撤退；安德森本人腿部受傷，被送離戰場。
班寧轄下的喬治亞第2步兵團與第17步兵團南進茂梅谷，處於瓦德的側翼附近，駐小圓頂的賓夕法尼亞第99步兵團以及哈佐特（Charles E. Hazlett）的砲兵連彈如雨下，而攻方持續推進。史密斯上尉的紐約砲兵連三面受敵，支援的步兵傷亡慘重，無力護衛，三門十磅威力的帕洛特砲（Parrott rifle）因而落入德克薩斯第1步兵團手中，於次日反用於對付聯邦軍。
勃尼勉強湊出援軍，派遣紐約第40步兵團與紐澤西第6步兵團自麥田移防至茂梅谷，以防敵軍襲擊瓦德之側翼；這兩團於礫石山中一處地形破碎之所在撞上班寧與羅兩位將軍的兩支邦聯軍部隊，倖存者日後稱此地為『屠宰場』（Slaughter Pen）（茂梅（Plum Run）日後以『血流成河』（Bloody Run）著稱，茂梅谷則成為『死亡谷』（Valley of Death））。紐約第40步兵團在無止境的壓力下不支，由紐澤西第6步兵團掩護其撤回，三分之一的兵員因而陣亡。
瓦德終於支撐不住，被迫下令撤退。胡德師穩住了魔鬼穴與郝克山脊南端；戰鬥重心轉向其西北方的羅斯樹林與麥田，當時伊凡德·羅正率領轄下五團往東攻擊小圓頂；班寧所部據守魔鬼穴22小時，隔著死亡谷對著聯邦軍集結的小圓頂開火。
胡德師轄下各旅之攻擊行動為典型的重兵對決。參戰的2,423名聯邦軍將士中，死傷821人（138人陣亡、548人負傷、135人失蹤）；5,525名的邦聯軍官兵死傷1,814人（陣亡329人、負傷1,107人、失蹤378人）

#### 魔鬼穴上的狙擊手

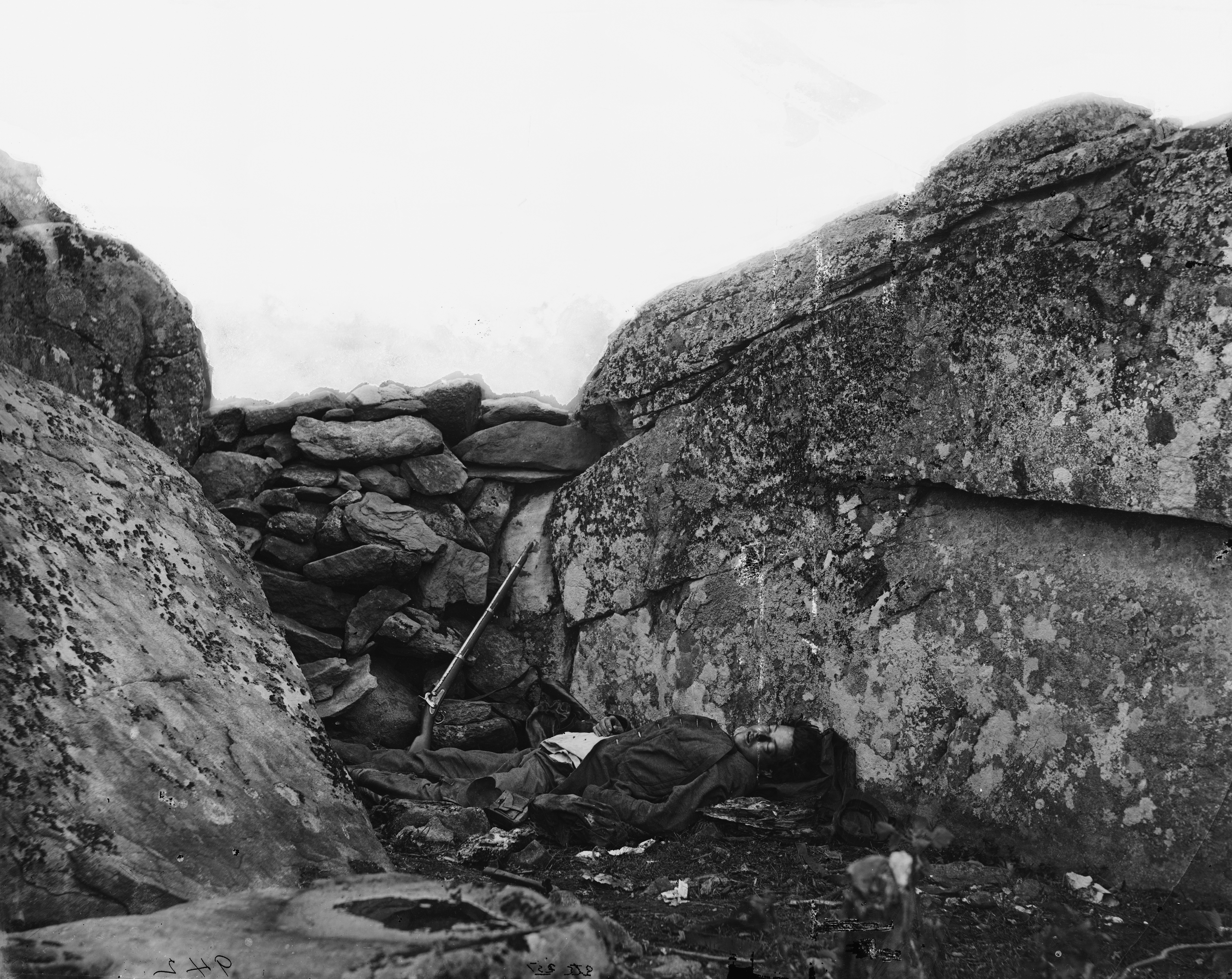
邦聯軍狙擊手遺骸，位於魔鬼穴著名的掩蔽處。

時至今日，公眾對魔鬼穴的注意力一般僅集中於狙擊手於戰事後期的作為。其實，當日發生於魔鬼穴的戰鬥已成為狙擊兵之間口耳相傳的傳奇。一名邦聯軍狙擊手曾憑藉有利位置擾亂聯邦軍砲兵連，阻礙其發砲。
小圓頂上發生了一件事，真是說來話長，簡單的說就是幹掉了一名狙擊手。他隱蔽在兩塊巨石所夾的一道石牆之後，而我們被從那個方向來的子彈騷擾了很長一段時間。其中一發子彈甚至擦過我左耳上方的頭髮，打穿另一個人的肩膀。他比我略高，站在我後面作為掩護。還好我們終於利用望遠鏡找出開槍者的位置。狙擊手射出的子彈從我們頭上嗖嗖飛過，他的隱敝之處升起小縷的青煙。我們於是把震撼彈裝到一門砲內，仔細瞄準他的位置後發砲，砲彈擊中其中的一塊巨石而爆炸，自此再也沒有被從那個方向來的子彈打擾過，我們以為這一彈把他嚇跑了。戰事結束後，我們騎馬行軍經過魔鬼穴，發現一名邦聯軍士兵的屍體仰天橫躺。就我們所見，他身上沒有任何標誌。可以確信他死於砲彈轟擊巨石所引發的震盪。奧古斯都·馬丁（Augustus P. Martin）上尉，蓋茨堡之役中聯邦軍第五軍砲兵連長。蓋茨堡編纂者（Gettysburg Compiler），1899年10月24日

### 小圓頂
襲擊小圓頂為蓋茨堡之役中，及整場內戰裡，最知名的一場戰鬥。此戰由邦聯軍部隊之來襲而展開。第五軍轄下之史壯·文森（Strong Vincent）旅登上位於聯邦軍防線極左端之據點，士氣高昂地抵禦邦聯軍對礫石坡的猛攻。約書亞·張伯倫（Joshua Lawrence Chamberlain）上校率緬因第20步兵團堅守，對抗阿拉巴馬第15步兵團（威廉·歐提斯（William Calvin Oates））攻擊的事蹟廣為流傳，而史壯·文森、派崔克·歐羅克（Patrick H. “Paddy” O'Rorke）、與查爾斯·哈佐特（Charles E. Hazlett）等英雄人物亦一戰成名。
參見：小圓頂之役

## 麥克羅斯之攻擊
拉法葉·麥克羅斯師在戰地山脊的兵力配置，略同於位在其右的胡德師。兩旅分據兩條戰線：威廉·巴克斯戴爾准將的旅在左，面對桃子園；約瑟夫·科曉准將的旅在右；該兩旅的左後方為威廉·伍佛准將的旅，右後方為保羅·西門斯（Paul Jones Semmes）准將的旅。
下午五點左右，隆史崔特見到胡德師之已無餘力，且其正面之敵已全數接戰，於是命麥克羅斯派遣科曉旅主攻、巴克斯戴爾旅跟隨在左，展開雁形攻勢，即一旅一旅順序出擊，作為當日下午後來的攻擊模式。麥克羅斯各旅遇上的是此役中最慘烈之戰鬥：麥田與桃子園。

### 麥田

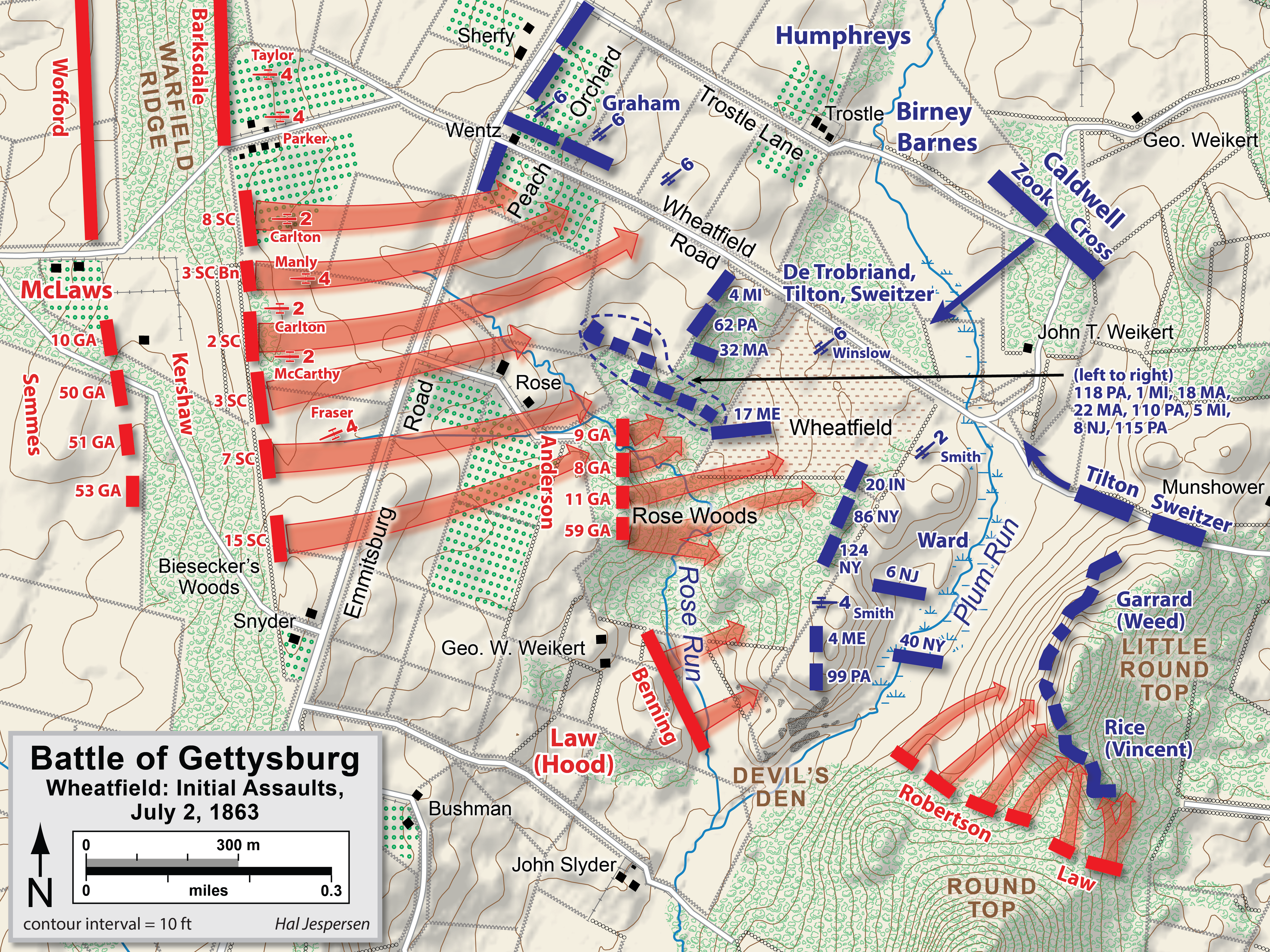
對麥田發動攻擊

人稱『麥田』的這塊地區，包含三種地貌，全歸約翰·羅斯家所有：20英畝大的麥田、產業西界的羅斯樹林，以及西邊一處稱為礫石嶺（Stony Hill）的中型高地。麥田東邊與郝克山脊及魔鬼穴接壤。此地發生了數不清的多場襲擊與反攻，因而得到『血田』的稱號。
第一場遭遇戰為安德森旅（隸屬於胡德師）攻擊聯邦軍托布萊恩旅，為胡德攻擊郝克山脊部隊之旁支。雖然壓力沉重，且礫石山上的友軍已撤，聯邦軍緬因第17步兵團藉溫斯婁（Winslow）的砲兵連之助，憑著低矮的石牆堅守據點，安德森旅因而敗陣。托布萊恩寫道：『我未曾見過有其他部隊如此頑抗。』
下午5:50，邦聯軍科曉旅轄下一團抵達羅斯的農舍；聯邦軍第五軍轄下由詹姆斯·巴恩斯（James Barnes）領軍的第一師，則以威廉·提爾頓（William S. Tilton）與傑克布·史威哲（Jacob B. Sweitzer）兩旅增援礫石山。科曉的部隊對緬因第17步兵團施加強大壓力，但該團死守據點。不知何故，巴恩斯未知會友軍勃尼師的部隊，便將其兵力不足師北撤300碼，退至接近麥田公路（Wheatfield Road）之處，托布萊恩與緬因第17團只好跟隨。邦聯軍於是圍困礫石山，湧入麥田（巴恩斯這項飽受批評的爭議性決策，實質上終結了自己的軍旅事業）。
當日午後稍早，聯邦軍波多馬克軍團司令米德在明白了席寇斯的愚行後，立命漢考克從其第二軍派出一師增援第三軍。漢考克於是令約翰·考德威爾（John Curtis Caldwell）准將所部第一師由位於墓園山脊的預備陣地移防，該師於下午六點抵達戰線，並派出轄下的三個旅分由山繆·祖克（Samuel Kosciuszko Zook）、派屈克·凱利（Patrick Kelly，愛爾蘭旅）、愛德華·克羅斯（Edward E. Cross）三位上校領軍上陣，該師另保留一旅由約翰·布魯克（John Rutter Brooke）率領，作為預備隊。祖克旅與凱利旅逐出礫石山上的邦聯軍；克羅斯旅則肅清麥田，將科曉的部隊逼回羅斯樹林一線。祖克與克羅斯兩人於帶頭攻擊時傷重不治，而邦聯軍的西門斯將軍亦於此役中陣亡。在克羅斯的部隊耗盡彈藥後，第二軍第一師師長考德威爾命布魯克率其旅接替上陣。此時，聯邦軍於桃子園之據點已告陷落（詳下節），而邦聯軍的伍佛旅持續攻擊麥田公路，奪下礫石山，並對麥田中的聯邦軍進行側翼攻擊，布魯克旅自羅斯樹林潰退，第五軍第一師的史威哲旅上前，以勇猛的徒手肉搏有效遲滯邦聯軍之攻勢。麥田再度易手。

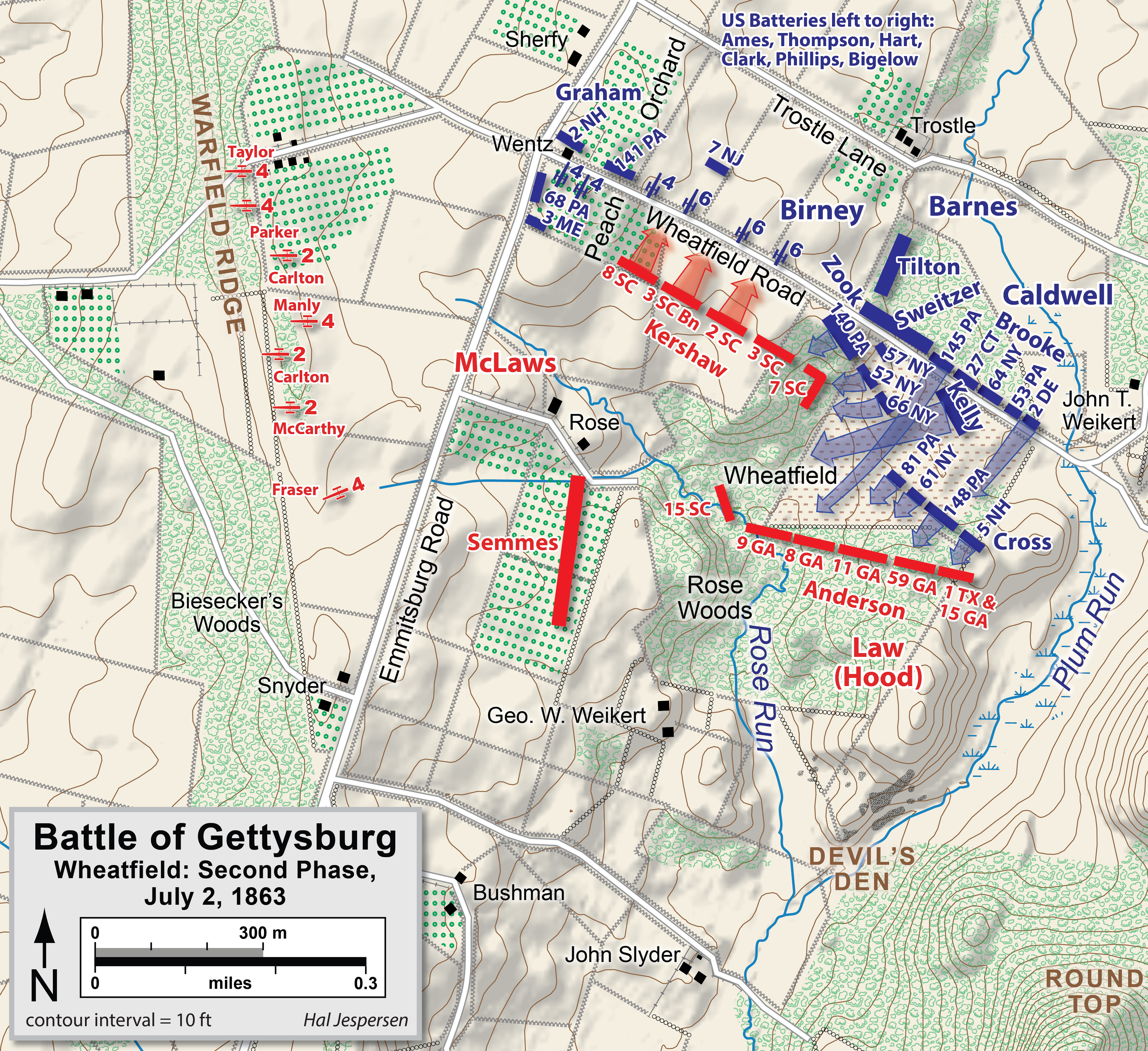
聯盟國軍包圍麥田

數支聯邦軍部隊此時開到。第五軍第二師，由羅米音·艾瑞斯（Romeyn Beck Ayres）准將率領，人稱「正規師」，因其轄下三個旅當中有兩個旅為合眾國陸軍，而非來自各州的志願兵部隊（艾瑞米師轄下由史帝芬·威德（Stephen H. Weed）准將指揮的志願兵旅已於小圓頂接戰，是故此時到達麥田者為純正規軍編制的兩個旅）。該師於行經死亡谷時，置身於由魔鬼穴上的邦聯軍狙擊手交織的猛烈火網中。在正規師持續行進時，邦聯軍翻越礫石山，穿過羅斯樹林，攻擊聯邦軍新抵達之各旅的側翼。正規師在死傷慘重且敵軍持續施壓的情況下，秩序井然地撤回較安全的小圓頂。兩旅正規軍共有2,613人接戰，死傷829人。
晚上7:30，邦聯軍最後一次經由麥田、穿過郝克山脊攻入死亡谷。安德森、西門斯及科曉各旅因在夏日的高溫下作戰數小時，且各單位東進時人馬雜遝，因而筋疲力竭；伍佛旅則沿麥田公路隨各旅向左移動。各軍抵達小圓頂的北肩後，遭遇聯邦軍第五軍第三師（賓夕法尼亞預備部隊）的山繆·克勞佛（Samuel Wylie Crawford）領軍反擊，威廉·麥坎道斯（William McCandless）旅，下轄各單位中包含來自蓋茨堡的一連，作為聯邦軍的攻擊先鋒，將筋疲力竭的邦聯軍逐出麥田，逼近礫石山。克勞佛後因其部推進過遠且缺乏掩護，遂撤回東面的麥田。
血流成河的麥田於戰役結束前再無其他戰鬥，但於此地進行拉鋸戰的部隊付出了沉重的代價。邦聯軍傷亡1,394人，聯邦軍傷亡3,215人（並非典型的攻守雙方之傷亡比）。若干傷兵勉強爬回茂梅谷，但無力翻越，谷中的小溪因而被其鮮血所染紅。如同安提耶坦之役中的玉米田一般，這一小片農地因於戰史中獨一無二的重要性而為退伍軍人所牢記。

### 桃子園

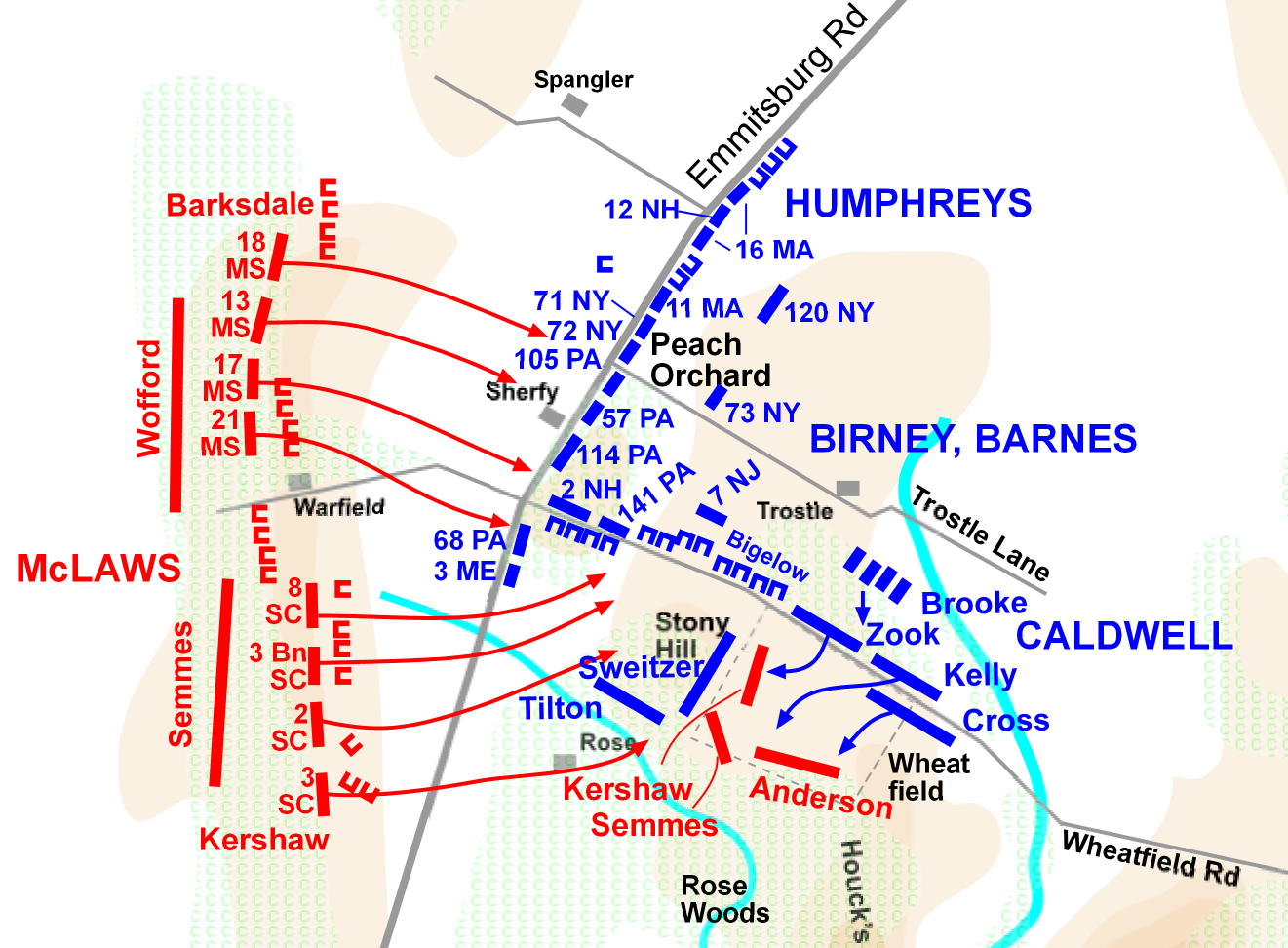
麥克羅斯攻擊桃子園，考德威爾於麥田反擊

邦聯軍科曉旅的右翼攻入麥田時，其左翼則左攻查爾斯·葛拉罕（Charles K. Graham）准將旅轄下的賓夕法尼亞部隊，即勃尼的防線之右翼；該處有駐有第三軍及砲兵預備隊的三十門火砲，打算堅守防區。邦聯軍南卡羅來納各團待命自桃子園全線槍砲齊發，冷不防有人呼喊錯誤的命令，於是待命攻擊的各團朝向麥田右轉，正好將左翼暴露於聯邦軍射界之內。科曉後來寫道：『數百名最英勇最善戰的卡羅來納戰士倒下，成為這場致命錯誤的犠牲者。』
在此同時，邦聯軍麥克羅斯師左翼的兩旅，由巴克斯戴爾旅在前，伍佛旅在後，直衝桃子園中席寇斯的突出部。巴克斯戴爾將軍跨上座騎帶頭衝鋒，長髮飄揚，軍刀劃過空中。安德魯·亨佛瑞（Andrew Atkinson Humphreys）准將所率領的聯邦軍第三軍第二師以僅有的1,000人據守500碼長的防線，自桃子園沿耶米斯堡公路北向，至通往亞伯拉罕·特洛斯托（Abraham Trostle）農場的小路，其中許多人仍面向南方，保持射擊科曉旅時的位置，因而其防守困難的側翼遭受攻擊。巴克斯戴爾率轄下1,600密西西比戰士左轉攻向亨佛瑞師之側翼，逐團擊潰；葛拉罕率全旅向墓園山脊方向撤退時，兩匹座騎被射殺於其胯下，葛拉罕本人也遭砲彈破片擊中，且上身中彈，最後被邦聯軍密西西比第21步兵團所俘。邦聯軍伍佛旅則對付桃子園的守軍。
邦聯軍巴克斯戴爾師向位於特洛斯托農場附近的聯邦軍第三軍軍長席寇斯之指揮所挺進，席寇斯將軍遂率幕僚退向後方，不意為砲彈擊中右腿，爾後便坐在擔架上被人抬著走，拿著雪茄吞雲吐霧，以圖鼓舞士氣；當天下午，席寇斯遭截肢並後送華盛頓特區，由勃尼將軍代理指揮第三軍，然而該軍很快便成為無效戰力。
堅忍不拔地向前衝鋒的邦聯軍步兵，由於暴露在桃子園與麥田中的聯邦軍砲兵的火網之下，因而被迫撤退。聯邦軍約翰·畢格羅（John Bigelow）上尉的第九麻薩諸塞砲兵連轄下之拿破崙砲第六排駐於防線左翼，使出罕見的絕活『且戰且走』（retired by prolonge），即開砲後藉其後座力將砲身迅速後拖，待其抵達特洛斯托農場後，即接獲命令堅守據點以掩護步兵撤退；他們最後終於逃過了邦聯軍密西西比第21步兵團之追擊，但遭擄獲三門大砲。

邦聯軍持續對亨佛瑞師作雁形攻擊，其防線之正面與右翼復遭邦聯軍第三軍轄下之理查·安德森師襲擊墓園山脊，亨佛瑞已無勝望。

## 安德森的攻勢

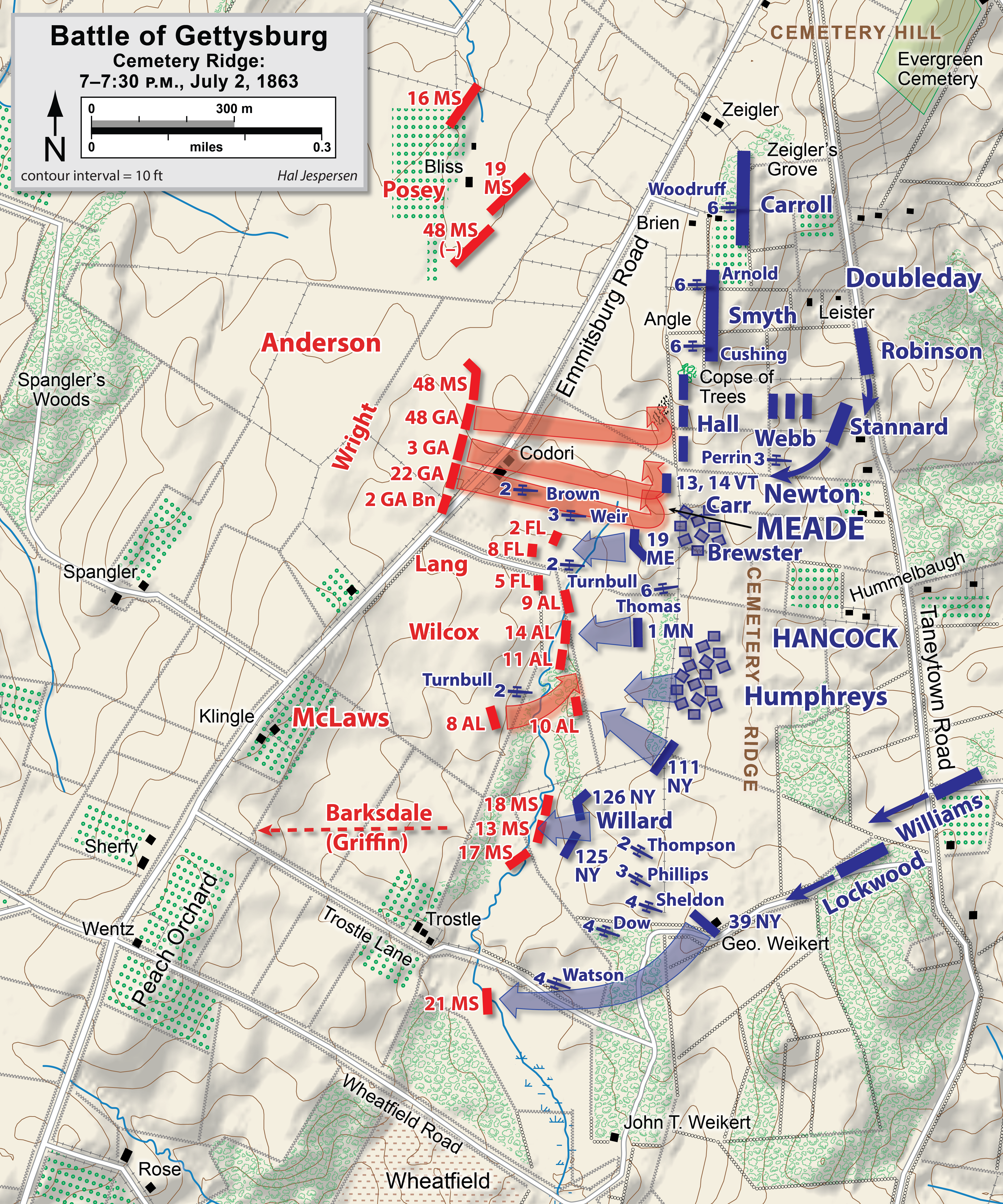
安德森攻向墓園山脊

雁形攻勢的其餘部份由安伯洛斯·希爾（Ambrose Powell Hill）的第三軍轄下理查·安德森師擔綱。安德森於下午六點率麾下五個旅發動攻勢，其戰線自右至左為凱德馬斯·威爾考克斯（Cadmus Marcellus Wilcox）准將旅、佩雷旅（由大衛·朗（David Lang）上校指揮）、安伯洛斯·賴特（Ambrose Ransom Wright）准將旅、卡納·波西（Carnot Posey）准將旅、威廉·馬洪（William Mahone）准將旅。
威爾考克斯與朗兩旅打擊亨佛瑞師防線之正面與右翼，斷絕其固守耶米特斯堡公路之望，徹底粉碎聯邦軍第三軍的戰力。亨佛瑞本人於此役中表現英勇，在馬背上指揮大局，強制各單位於撤退中保持良好秩序；在給妻子的信中，他寫道：『我帶著我的人停下來面對……強迫他們去做，總有二十次。』
在墓園山脊，米德將軍與漢考克勉強拼湊出援軍。米德實際上派出了所有可用之兵（其中包含寇普嶺亟待的第十二軍大部）增援左翼以抵擋隆史崔特軍的攻勢；其防線之中段較為脆弱，墓園山脊上僅有弗瑞曼·麥吉爾威瑞（Freeman McGilvery）中校從桃子園潰敗收拾起的步兵殘部，與零星的砲兵。
自墓園山脊長途行軍，使得許多南下支援的聯邦軍單位隊形散亂，必須於茂梅谷暫停以作整頓。漢考克引領其第二軍轄下的喬治·威拉德（George L. Willard）上校旅向山脊行進時，遇上邦聯軍巴克斯戴爾旅；威拉德的紐約客旅將巴克斯戴爾的密西西比旅逐回耶米特斯堡公路，巴克斯戴爾左膝負傷，接著一枚加農砲彈傷其左足，隨後復因胸部中彈而墜馬，其部屬不得已將他留在曠野中等死，他次晨逝於聯邦軍的野戰醫院中。威拉德也陣亡，其旅復遭邦聯軍砲兵逐回。
漢考克北上找救兵時，發現邦聯軍的威爾考克斯旅已逼近山麓，目標為聯邦軍陣線中的一處缺口。時機緊迫，漢考克派出手中唯一一支部隊：第二軍第二師哈羅旅轄下的明尼蘇達第1步兵團，原為湯瑪斯的合眾國砲兵之警戒部隊；該團全團上陣，迎向人生中最重要之一役，對其中許多人而言，也是生命中的最後一戰。漢考克指向一面行進中的邦聯軍軍旗向威廉·考威爾（William Colvill）喊道：『前進啊，上校，拿下那些軍旗！』330名明尼蘇達士兵上刺刀向阿拉巴馬旅衝鋒，在茂梅谷遲滯敵軍前進，但付出了可怕的代價；包含次日因抵禦皮克特衝鋒所造成的死傷在內，全團傷亡率達67.9%（此傷亡數字係據最近的研究而得，雖說不及廣為報導的『262名有效戰力衝鋒，82%傷亡率』，就任何標準來說仍皆十分可怕）。明尼蘇達第1步兵團的戰士們被視為烈士，這是整場內戰中，團級作戰規模下所承擔之最慘重的傷亡。儘管兵力懸殊，小小的明尼蘇達第1步兵團出人意料地擋住了邦聯軍威爾考克斯全旅；在聯邦軍威拉德旅於左翼助攻下，這支來自阿拉巴馬州的邦聯軍被迫撤退。
邦聯軍行進行列中的第三個旅，在安伯洛斯·賴特的指揮下，粉碎據守於科多利（Cordori）農場以北的一段耶米特斯堡公路上的兩個團，擄獲兩個砲兵連的火砲，並繼續向聯邦軍防線位於雜樹林以南的缺口挺進（有一段時間，該處駐紮的全部聯邦軍將士，僅有米德將軍本人及其部分幕僚）。賴特旅可能曾遠抵墓園山脊山尖，甚至更遠。史家對賴特戰後的報告持懷疑態度：報告若屬實，則賴特旅因側翼遇襲而被聯邦軍增援部隊（喬治·史丹納（George Jerrison Stannard）的佛蒙特旅）擊退前，曾翻過山尖，直達雷斯特寡婦（Widow Leister）的居所。也有學者認為賴特的描述可信，因為他精確地記敘巴爾的摩小路（Baltimore Pike）上聯邦軍部隊之實力，賴特若未達所聲稱之處，則不可能見到這支部隊；另外，他當晚與李將軍的對話也證實自己的論點。李將軍可能因為賴特的表現，而對次日以皮克特師衝鋒挺進墓園山脊，產生虛幻的信心。
賴特告訴李將軍，進抵山尖不難，但守之匪易。賴特無法堅守山頭的一個重要原因是缺乏支援。賴特的左方有兩個旅本可增援以成其功，但卡納·波西旅行進遲緩，儘管賴特抗議，卻仍連耶米特斯堡公路都未曾跨過；威廉·馬洪旅更是令人難解地停留於原地不動，其上司師長安德森將軍曾傳令要求馬洪前進，但遭馬洪回絕。賴特之所以功敗垂成，有一部分須歸罪於未積極指揮其旅投入戰鬥的馬洪。

## 寇普嶺與墓園嶺
理查·尤爾的邦聯軍第二軍奉李將軍之命，對聯邦軍右翼進行襲擾，或實施小型的牽制性攻擊。尤爾於下午四點進攻，以班納嶺（Benner's Hill）上的砲擊為開端，這場砲擊對聯邦軍防線沒造成什麼破壞，但聯邦軍卻自低處以致命性的火力還擊。尤爾的最佳砲手，人稱『男孩少校』（Boy Major）、十九歲的約瑟夫·拉蒂默（Joseph White Latimer）身亡。直至下午七點，邦聯軍第三軍安德森師對墓園山脊的攻勢已達高潮，尤爾始發動傳統性的步兵攻擊。愛德華·強森（Edward "Allegheny" Johnson）師，襲擊聯邦軍第十二軍轄下喬治·格林（George Sears Greene）准將所部的紐約客旅（第十二軍第二師第三旅），傷亡慘重；但格林旅扼守寇普嶺，防禦工事堅強，強森師僅得以佔領米德將軍下令棄守的部分聯邦軍陣地（米德以棄守部分據點節省下來的兵力增援聯邦軍左翼，以應付隆史崔特之攻勢）。晚上八點左右，具伯·爾利（Jubal Early）師轄下兩個旅攻擊東墓園嶺，直達駐有無數聯邦軍砲兵連之峰頂，但聯邦軍援軍及時趕抵，將來襲者逐出嶺外。
詳情參閱寇普嶺及墓園嶺。

## 作戰會議
戰場於晚上10:30陷入寂靜，僅餘傷者及垂死者之哀號。聯邦軍波多馬克軍團司令米德將軍向華盛頓拍發電報：
『於今日下午4:00左右來襲的敵軍，在開戰以來最險峻之爭後，已全數逐回。……明日我將保持現有陣勢，但無法事先說明將作攻勢或守勢，除非軍團對當前形勢能取得較佳的建議。』
米德於當晚與資深幕僚及各軍軍長召開作戰會議，在商討後作出決定。與會者全體同意：儘管已受打擊，全軍留守原地以待敵軍來襲為明智之舉。但對於李將軍若久不來攻，此時應等待多久，則諸將意見不一。有證據指明，米德將軍於會前對此已下決定，並未以該會為一般的作戰會議，而是用以在部屬間建立共識，尤其軍團所屬眾將當時接受米德將軍指揮還不到一個星期的時間。散會後，米德將軍把當時的第二軍代理軍長約翰·吉本（John Gibbon）拉到一邊說話。米德預言道：
『李將軍明日若來攻，必在你的防線正面。……他已攻擊我們兩翼受挫，若他執意再試，必在防線中央。』
當晚，在邦聯軍總司令部方面，並未如此深具信心。全軍挫敗，而敵軍未曾動搖；一位幕僚記下：李將軍『對其計畫與命令未得到妥切執行感到不快。』但李將軍本人於報告中顯得較為樂觀：
『自今日之作戰結果可歸納出一種看法，即以適切的協調，及加強支援右方據點，可使砲兵形成攻擊縱隊。我們將獲得大勝，但全賴繼續攻擊。……全盤計畫保持不變。』
此役結束後一年，隆史崔特寫道，他的部隊在七月二日完成了『任何部隊在任何戰場上所能打出之最佳的三小時戰鬥』。當晚，他繼續力爭其繞過聯邦軍左翼，實行戰略性轉移的見解。李將軍一概不聽，他下令理查·尤爾的第二軍在次日白天『襲擾敵軍右翼』，另命詹姆斯·史都華（他於當日下午稍早，總算趕回李將軍的總司令部）拱衛尤爾的左方及後方。
7月2日晚，南北兩軍轄下所有部隊皆已抵達戰場：邦聯軍史都華的騎兵、喬治·皮克特的步兵師，以及聯邦軍約翰·塞吉威克（John Sedgwick）的第六軍。第三日作戰慘烈血腥之最後高潮已備。
李將軍對7月3日的實際計畫大受史家爭論。據史料所載，米德的預測正確；李將軍以災難性的皮克特衝鋒強攻墓園山脊，該處近於聯邦軍防線的正中央。
蓋茨堡之役次日戰事之傷亡情況難以估算，兩軍皆上報各單位之戰後兵力，而非作戰前之實力。有一種說法是邦聯軍傷亡、失蹤約6,000人，即胡德師、麥克勞斯師以及安德森師共損失30%─40%的兵力；而聯邦軍之傷亡，或達9,000人。

## 備註
1. ^  這幀魔鬼穴上的邦聯軍陣亡戰士，由提摩西·歐蘇利文（Timothy O'Sullivan）攝於7月6日或7月7日。可能是自將別處發現的遺體移置此處，安排出戲劇性效果。
2. ^  布謝（Busey）與馬丁（Martin），《團級戰損》（Regimental Losses），第129頁。

## 延伸阅读
- Haskell, Frank Aretas. The Battle of Gettysburg. Whitefish, MT: Kessinger Publishing, 2006. ISBN 978-1-4286-6012-0.
- Mackowski, Chris, Kristopher D. White, and Daniel T. Davis. Don't Give an Inch: The Second Day at Gettysburg, July 2, 1863—From Little Round Top to Cemetery Ridge. Emerging Civil War Series. El Dorado Hills, CA: Savas Beatie, 2016. ISBN 978-1-61121-229-7.
- Petruzzi, J. David, and Steven Stanley. The Complete Gettysburg Guide. New York: Savas Beatie, 2009. ISBN 978-1-932714-63-0.

## 外部連結
- 重現魔鬼穴上的狙擊手 （页面存档备份，存于）